# Bathyraja spinosissima
Bathyraja spinosissima är en rockeart som först beskrevs av Charles William Beebe och John Tee-Van 1941.  Bathyraja spinosissima ingår i släktet Bathyraja och familjen egentliga rockor. IUCN kategoriserar arten globalt som livskraftig. Inga underarter finns listade.